# Typhedanus ampyx
Typhedanus ampyx är en fjärilsart som beskrevs av Frederick DuCane Godman och Osbert Salvin 1893. Typhedanus ampyx ingår i släktet Typhedanus och familjen tjockhuvuden. Inga underarter finns listade i Catalogue of Life.

## Bildgalleri

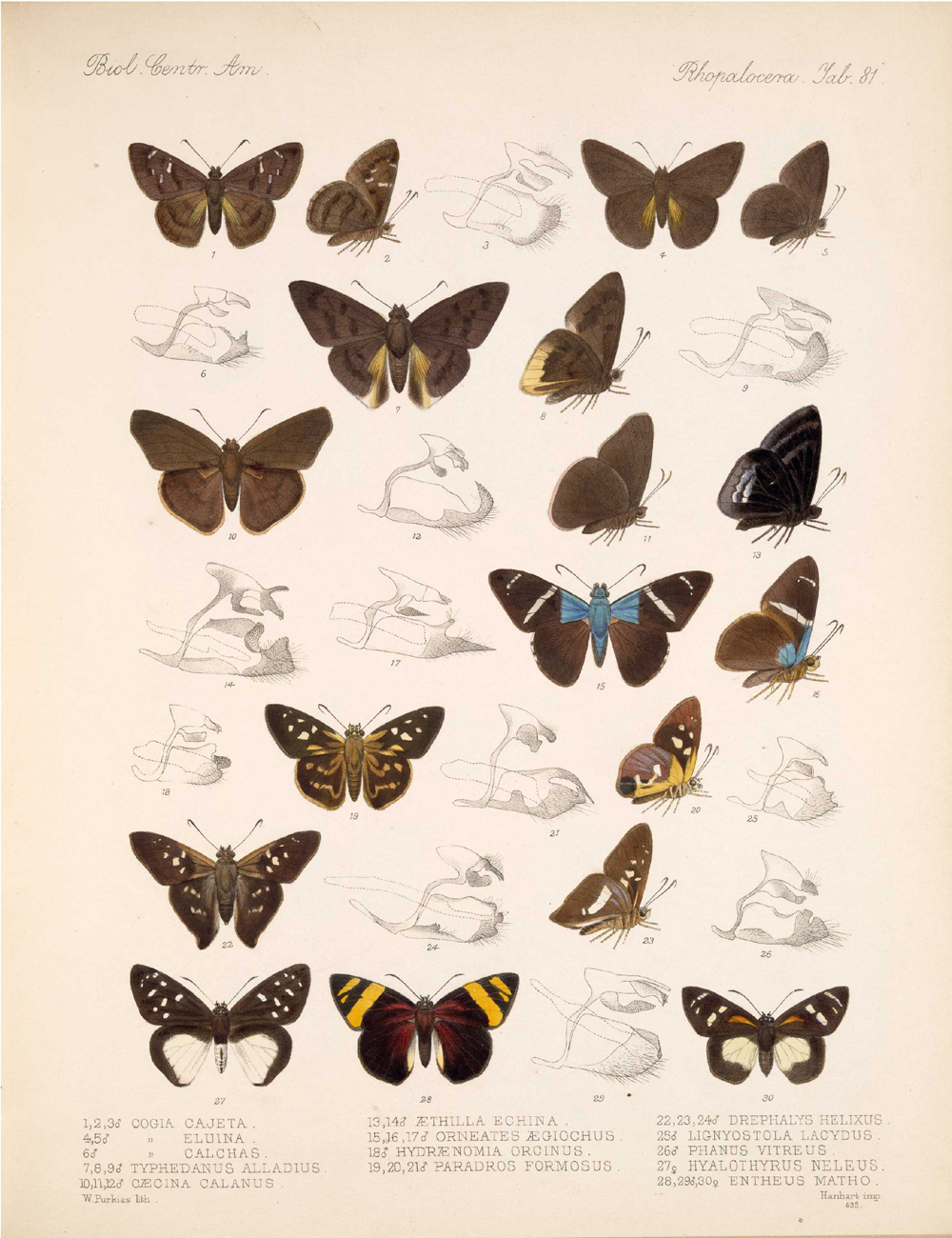